# Pevnost (film, 1950)
Pevnost je český černobílý film (etuda) z roku 1950.

## Režie
- Vladimír Voves

## Hrají
- Jindřich Vodička … továrník
- Ilja Bojanovský … Bárta
- Vladimír Kressl … Hanzák